# Emmy Abrahamson
Emmy Julia Carolina Kocula Abrahamson, född 20 oktober 1976, är en svensk författare och skådespelare. 
Emmy Abrahamson växte upp i Moskva i Ryssland, och studerade därefter drama i London, arbetade som skådespelare i Amsterdam och som regissör och konstnärlig ledare i Wien. År 2009 bosatte hon sig åter i Sverige.
Sin skönlitterära debut gjorde Emmy Abrahamson med ungdomsboken Min pappa är snäll och min mamma är utlänning 2011. Året efter utkom Only väg is upp som nominerades till Augustpriset i kategorin för barn- och ungdomslitteratur.
2016 utkom Abrahamsons första roman för vuxna, Hur man förälskar sig i en man som bor i en buske. 2023 utkom hennes första deckare, Den store konstnären, skriven tillsammans med Hanna Jedvik.
Emmy Abrahamson är dotter till Kjell Albin Abrahamson.